# Церковь Святого Горазда (Оломоуц)
Церковь Святого Горазда (чеш. Chrám svatého Gorazda) — кафедральный собор Оломоуцкой епархии Православной церкви Чешских земель и Словакии, построенный в 1939 году в городе Оломоуц (Чешская Республика) на площади имени святого Горазда. Церковь является урбанистической и архитектурной доминантой восточной части центра города.

## История и строительство
B 1920 году возникла независимая Чехословацкая православная церковь. Из-за споров в 1924 году в Оломоуце была создана восточно-ориентированая Чешская православная община, которую возглавлял епископ Горазд (Павлик). Данная община находилась в юрисдикции Сербской православной церкви, что повлияло на характер строительства.
У православной общины в Оломоуце, как и во всей Чехословакии, не было ни помещений для богослужения, ни нового храма. В 1936 году был сформирован комитет по строительству, во главе которого стоял Бедржих Складал (чеш. Bedřich Skládal). Денежные средства стекались довольно быстро. Уже в 1937 году был заключён договор на строительство храма. Краеугольный камень был заложен епископом Гораздом 13 июня 1937 года. Строительный проект предложил Всеволод Коломанский (Vsevovod Kolomanský) по образцу храма Покрова Пресвятой Богородицы в Ужгороде, в строительстве которого он принимал участие. Строительство храма было завершено, и храм был освящён 29 мая 1939 года. Освящение храма произошло уже во время нацистской оккупации.
Храм недолго оставался действующим. В 1942 году храм был закрыт из-за покушения на Рейнхарда Гeйдриха, участников покушения укрыл православный священник. Многие православные священники были направлены на принудительные работы, храмы были закрыты, и церковь запрещена. До конца Второй мировой войны храм использовался как склад. Храм был после войны реконструирован и с 1950 года является кафедральным собором православной Оломоуцкой и Брненской епархии.
С 1985 до 1987 года была проведена реконструкция фасада и интерьера.

## Архитектура
Источником вдохновения для архитектора послужила традиционная неовизантийская и русская архитектура. В западной части храма со сложной архитектурой возвышается массивная, но не высокая колокольня с закруглёнными окнами, под которыми находится икона Иерусалимской Богоматери. Над входом находится икона св. Горазда, которая в настоящее время в неудовлетворительном состоянии из-за воздействия внешней среды. Центральную часть храма венчает пирамидальная башня с луковичной главой и восьмиконечным крестом. Шестигранная башня украшена окнами и кокошниками. Постройку завершает значительно сниженная апсида.
В подвальном этаже собора располагалось квартира, предназначенная для семьи церковного сторожа. Позже было установлено, что в связи с влажностью воздуха помещение не непригодно для проживания, потому оно используется только для общественных мероприятий. Зимой там проводятся богослужения.

## Современность
Литургия служится по воскресеньям, богослужения проводятся ежедневно. Храм открыт для посетителей. Богослужения проводятся на чешском и церковно-славянском языках.